# Thirmida
Thirmida is een geslacht van vlinders van de familie tandvlinders (Notodontidae), uit de onderfamilie Dioptinae.

## Soorten
- T. circumscripta Hering, 1927
- T. dimidiata Walker, 1854
- T. grandis Druce, 1900
- T. necyria Felder, 1874
- T. superba Druce, 1890
- T. thermidoides Talbot
- T. venusta Dognin, 1900